# Hestkjøltoppen
Der Hestkjøltoppen (auch Hartkjølen, südsamisch: Mealhkoe) ist ein 1390 moh. hoher Berg in Norwegen. Er liegt unweit der schwedischen Grenze in der Provinz Trøndelag und gehört zur Gemeinde Lierne. Die Schartenhöhe des Berges beträgt 980 m, die Dominanz gegenüber dem nächsthöheren Berg, dem Borgafjäll (Schweden), beträgt 82 km. Der Hestkjøltoppen ist zudem der höchste Berg des Lierne-Nationalparks.
Neben dem 1390 Meter hohen Ostgipfel gibt es noch einen 1382 Meter hohen Westgipfel, der auf südsamisch Jijnjevaerie genannt wird. Die Dominanz dieses Nebengipfel gegenüber dem Ostgipfel beträgt 0,9 km. Die Schartenhöhe zwischen den beiden Gipfel beträgt 95 m.